# Johanniskloster (Stralsund)
Das Johanniskloster im Stadtgebiet Altstadt der Stadt Stralsund ist ein ehemaliges Kloster der Franziskaner und wurde im Jahre 1254 errichtet.

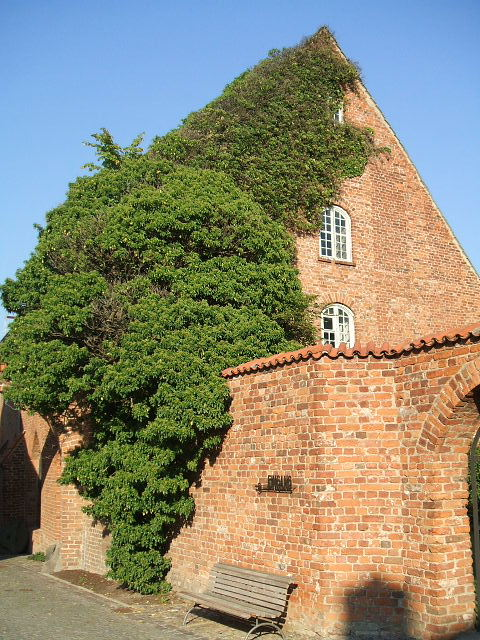
Johanniskloster

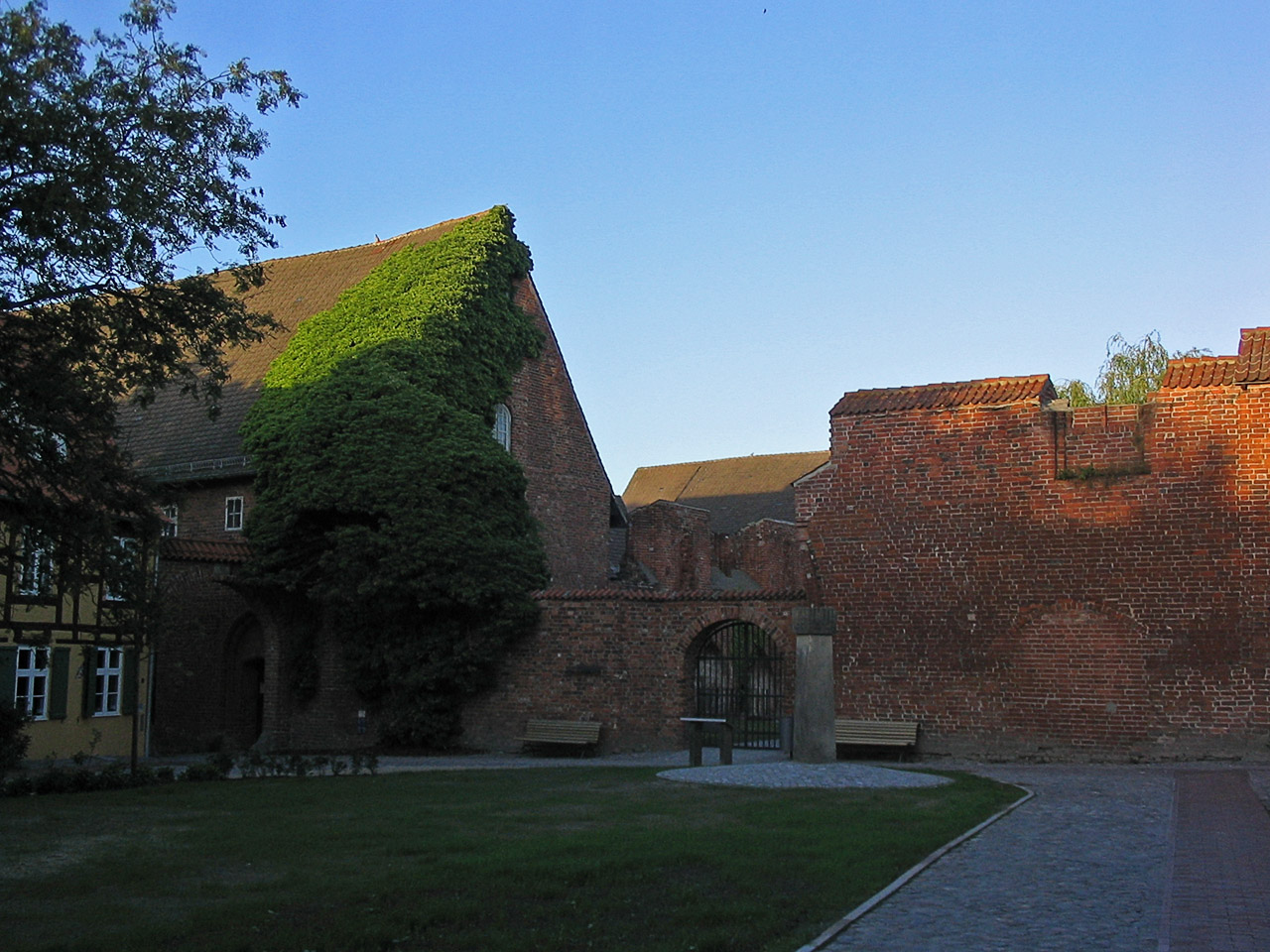
Innenhof des Klosters

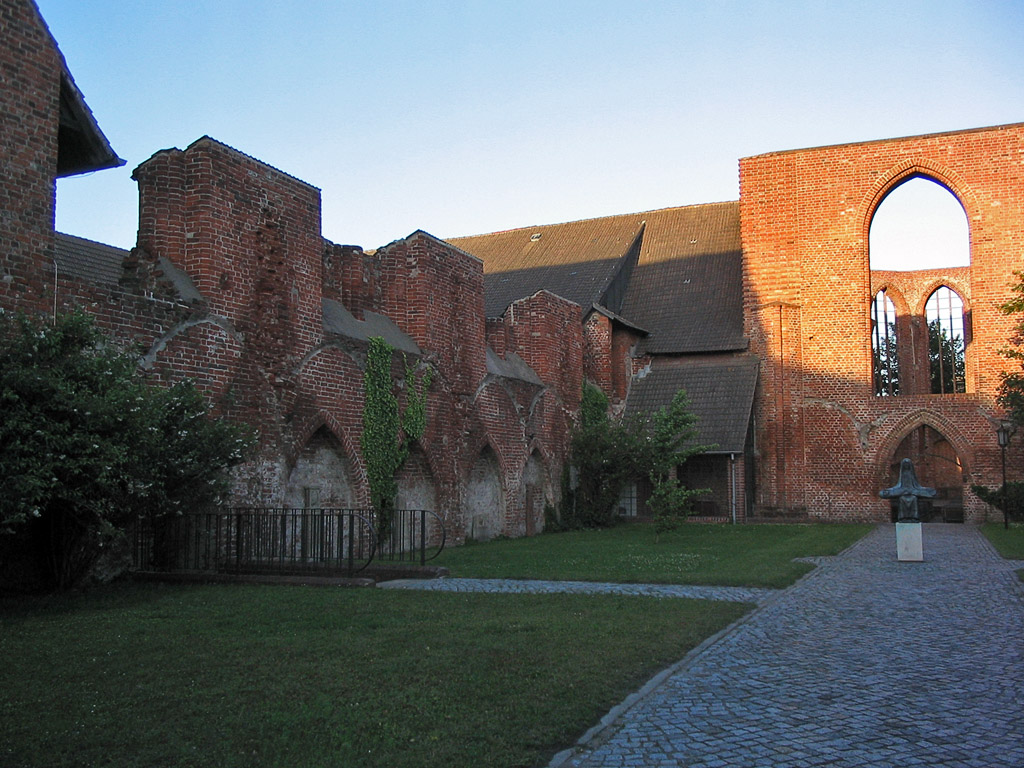
Johanniskloster, rechts Ruine der Kleinen Johanniskirche, d. h. des Chors der ursprünglichen Kirche

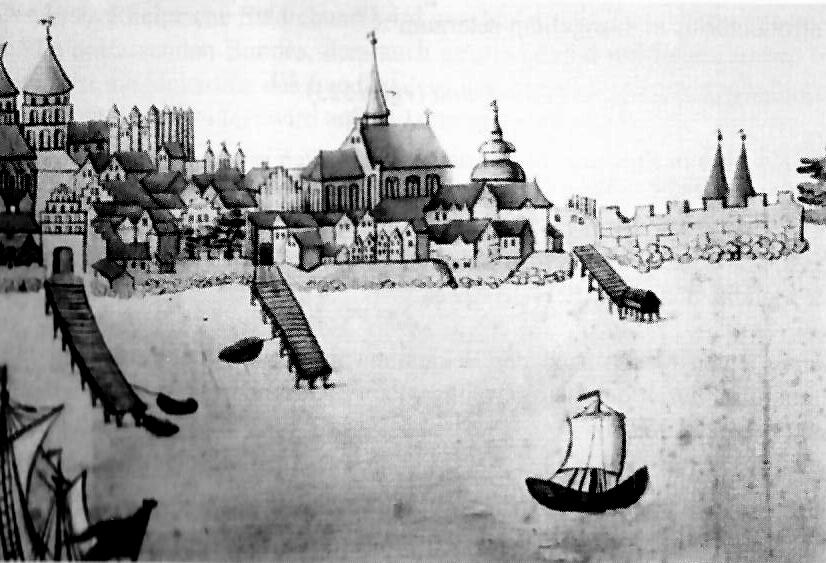
Das Kloster (Bildmitte) von der Wasserseite aus (Zeichnung um 1615)

Die Klosteranlage befindet sich im Kerngebiet des im Jahr 2002 von der UNESCO zum Welterbe erklärten Gebietes Historische Altstädte Stralsund und Wismar. Hier sind Bereiche des Stralsunder Stadtarchivs untergebracht. Architektonisch bildet das Johanniskloster eine Mischung verschiedener Stilepochen, es lassen sich Elemente der Gotik, des Barock sowie des Klassizismus ausmachen. Der Eingang befindet sich in der Schillstraße, die postalische Adresse lautet Schillstraße 27/28.

## Geschichte
Der Rügensche Fürst Jaromar II. hatte in einer Urkunde den Brüdern des 1210 in Italien gegründeten Franziskanerordens ein Grundstück nahe dem damaligen Strand am Strelasund zugewiesen. Stifter des Grundbesitzes waren die ebenfalls von der Insel Rügen stammenden Borante und Margarete von Putbus, Helmar und Arnold Schriver sowie die Familie von der Osten.
Zu Beginn des 14. Jahrhunderts war der aus Spenden finanzierte Bau des Klosters nahezu abgeschlossen. 1372 (und dann wieder 1439) fand das Provinzkapitel der sächsischen Ordensprovinz (Saxonia), zu der Stralsund gehörte, dort statt, so dass die Konventsgebäude eine dafür ausreichende Größe gehabt haben müssen. Möglicherweise befand sich hier auch ein Ordensstudium für die Ausbildung des Nachwuchses der Saxonia für bis zu 30 Ordensleute. 
Die Geschichte bis zur Reformation lässt sich wegen des vollständigen Verlustes des Klosterarchivs während des „Stralsunder Kirchenbrechens“ von 1525 nur anhand korrespondierender Quellen, wie z. B. den im Stadtarchiv Stralsund aufbewahrten Urkunden und Testamenten, teilweise rekonstruieren. Um die Wende zum 16. Jahrhundert nahmen die Franziskaner in Stralsund wie die meisten anderen Franziskanerklöster im Ostseeraum die Martinianischen Konstitutionen des Ordens an, die eine Rückbesinnung auf das franziskanische Armutsideal bedeuteten.
Die wenigen erhaltenen Aufzeichnungen über das „Stralsunder Kirchenbrechen“ von 1525 berichten von der Erstürmung des Klosters durch die Volksmassen und die Plünderung der Lebensmittelvorräte sowie die Zerstörung vieler Altäre und Bilder. Ein Teil der Franziskaner floh und nahm dabei Kostbarkeiten und Urkunden aus dem Kloster mit, ein anderer Teil bekannte sich zum evangelischen Glauben, um in Stralsund bleiben zu können. Das Kloster kam in den Besitz der Stadt und wurde zum Armenhaus umfunktioniert. Die Franziskaner hatten allerdings bereits vor der Reformation Hilfsbedürftigen ihre Türen geöffnet und diese unterstützt.
Ein Teil der neuen Bewohner des Klosters lebte in großen Gemeinschaftssälen, ein kleiner Teil hatte sich gegen Zahlung eines Geldbetrages ein dauerhaftes Wohnrecht in den ehemaligen Klosterzellen gesichert. Dieser Teil wurde Prövener (von Präbende) genannt. Der größte Teil der Bewohner jedoch war arm.
Ebenfalls im 16. Jahrhundert wurde im ehemaligen Kloster die „Krankenstube der Schneidergesellen“ eingerichtet, die bis 1895 der sozialen Versorgung der Gesellen des Schneiderhandwerks diente.
Im Jahre 1624 brannten am Weihnachtsabend durch Fahrlässigkeit die 77 Meter lange gotische Hallenkirche und das Dachgeschoss der Klausur nieder. Die Bauwerke wurden mangels Geldes nicht wieder aufgebaut. 1646 beschloss der Rat der Stadt den Wiederaufbau des Chores der Kirche, mit dem 1648 begonnen wurde. Am Weihnachtsabend 1651, 27 Jahre nach dem Brand, wurde die kleine Johanniskirche geweiht. Die südliche Mauer des beim Brand 1624 beschädigten Kirchenschiffes wurde abgetragen und um circa einen Meter zur heutigen Schillstraße hin versetzt und das Kirchenschiff, dem weiter das Dach fehlte, mit einem 17-jochigen Kreuzgang versehen.
Im Ostflügel öffnete 1825 eine Taubstummenanstalt für bis zu 30 Schüler, wofür 1829 ein kleiner Fachwerkbau errichtet wurde, den man wegen Baufälligkeit und unsachgemäßer Gründung im Herbst 2018 abbrechen musste. 1827 eröffnete man im Westflügel des ehemaligen Klosters die „Kinderstube der Armenpflege“ zur Betreuung von rund 100 Kindern, denen auch Unterricht erteilt wurde. Das Kirchenschiff diente bis 1850 als Begräbnisstätte, später wurden hier Pferde, Artilleriewagen und Feuerlöschgeräte abgestellt und Märkte (Wollmarkt) abgehalten.
Beim Bombenangriff auf Stralsund am 6. Oktober 1944 wurden die kleine Johanniskirche von 1651 und der Kreuzgang im Kirchenschiff zerstört.
Nach dem Zweiten Weltkrieg waren es wieder finanzielle Gründe, die dem Wiederaufbau der Klosteranlagen entgegenstanden. Erst 1963 wurde auf Initiative des damaligen Direktors des Stadtarchives, Herbert Ewe, im Westflügel, der bis dahin einen Kindergarten beherbergt hatte, mit dem Wiederaufbau begonnen. Hier und im Ostflügel wurden bei den umfangreichen Sanierungsarbeiten gotische Malereien freigelegt. Noch bis 1980 wohnten auf dem Räucherboden alte Leute; seit diesem Jahr wird der Dachboden vom Stadtarchiv genutzt. Der Name Räucherboden geht auf die Tatsache zurück, dass die Bewohner der vielen kleinen abgetrennten Wohnungen auf dem Dachboden den Rauch ihrer Küchenherde direkt in die Dachbalkenkonstruktion abziehen ließen, was zu deren Konservierung beitrug.
Der über dem Kreuzgang im Norden gelegene „Helle Gang“ wurde 1973 saniert. Im heute auch als Konzertsaal genutzten Kapitelsaal wurden 1983 gotische Freskomalereien freigelegt. Mitte der 1980er Jahre waren die Restaurierungsarbeiten überwiegend abgeschlossen.
In der sog. „Barockbibliothek“ befanden sich neben weiteren etwa 2500 Büchern, vorwiegend in französischer Sprache, die 1761 durch den Generalgouverneur von Schwedisch-Pommern, Axel Graf von Löwen, mittels einer Schenkung in den Besitz der Stadt Stralsund gelangten.
Auf dem Hof des Klosters steht die Judenstele. Sie war 1988 zur Erinnerung an die nahezu vollständige Vertreibung und Vernichtung der Stralsunder Juden in der Stralsunder Judenstraße aufgestellt, bald nach der Wende 1989/1990 aber beschmiert worden.
Im Innenhof der Kirchenruine steht eine Nachbildung der Pietà von Ernst Barlach zur Mahnung an die Schrecken des Krieges.
Seit 2012 ist das Kloster aus bautechnischen Gründen geschlossen und wird einer umfangreichen Renovierung zur Substanzerhaltung und Klimastabilisierung der Räume unterzogen. Die mittelalterlichen Wandmalereien sollen gesichert werden. Mit diesen Maßnahmen wurde 2015 begonnen; gleichzeitig werden baubegleitende Grabungen durchgeführt. Teile des Archivgutes wiesen Anzeichen von drohendem Schimmelbefall auf. Die historischen Bibliotheksbestände und Archivalien wurden ausgelagert und werden gereinigt.